# Карачајци
Карачајци (Карачајевци) су туркијски народ, који претежно живи у Русији, односно у аутономној републици Карачајево-Черкезији, у којој чини 41% становништва, и у којој представља најбројнији народ. Карачајци су већином исламске вероисповести, а говоре карачајевско-балкарским језиком, који спада у туркијску групу алтајске породице језика.
Карачајаца укупно има око 250.000.